# Frank Müller-Langer
Frank Müller-Langer (* 1978) ist ein deutscher Wirtschaftswissenschaftler.

## Leben
Er erwarb den Diplom-Volkswirt an der Universität Bonn (1997–2003), den Diplom-Kaufmann (2003–2004) an der Fernuniversität in Hagen und den Dr. rer. pol. an der Universität Hamburg (2003–2008). Seit dem 1. Januar 2020 ist er Inhaber der Professur für Digitale Transformation an der Fakultät für Betriebswirtschaft der Universität der Bundeswehr München.

## Schriften (Auswahl)
- Creating R&D incentives for medicines for neglected diseases. An economic analysis of parallel imports, patents, and alternative mechanisms to stimulate pharmaceutical research. Wiesbaden 2009, ISBN 978-3-8349-1730-0.
- mit Jürgen Eichberger: Note on exclusive distribution. Heidelberg 2010.
- mit Nathalie Jorzik: Multilateral stability and efficiency of trade agreements. A network formation approach. München 2013.
- mit Bertin Martens: Access to digital car data and competition in aftersales services. Sevilla 2018.